# Nahemah

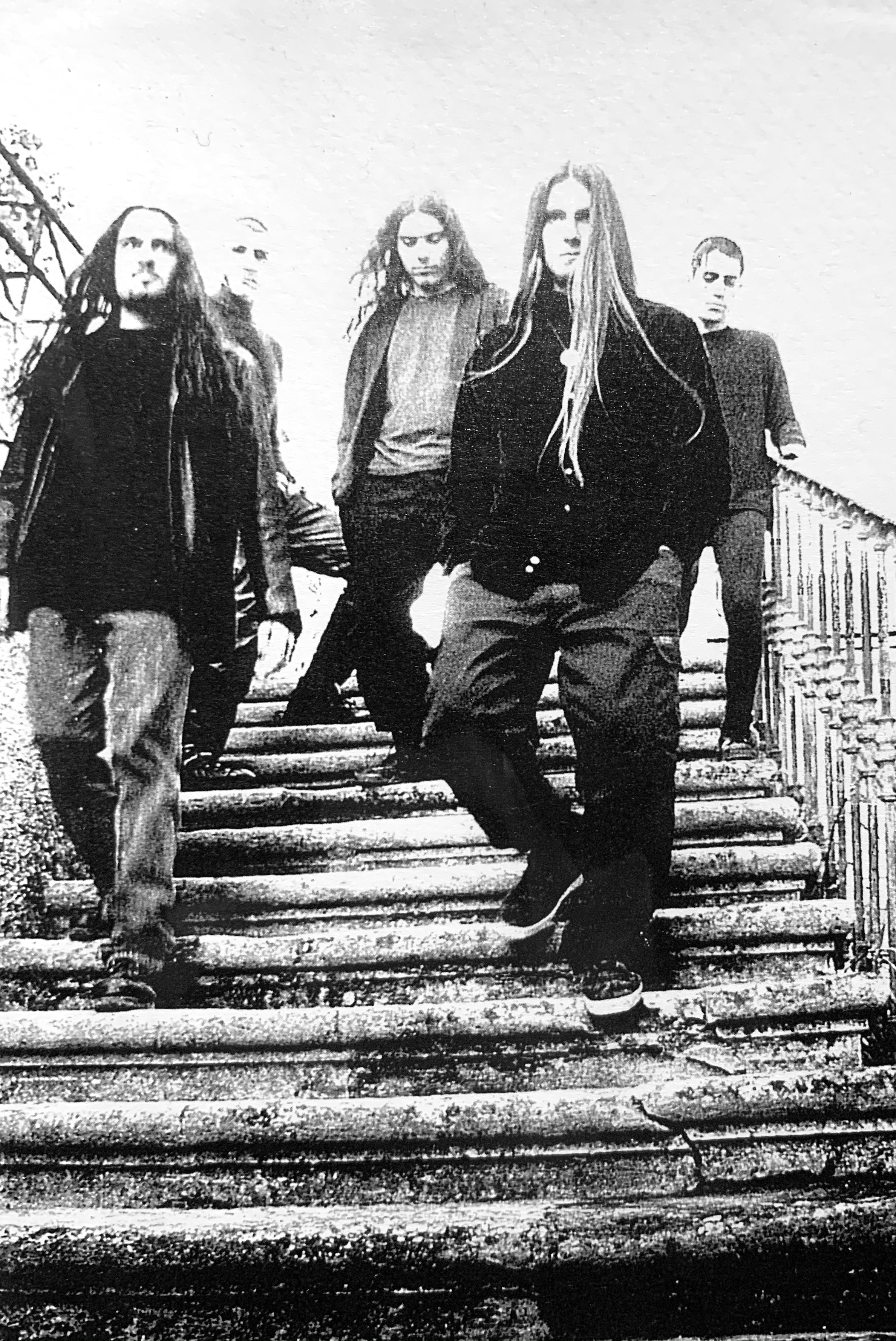
Nahemah 1998 formación original

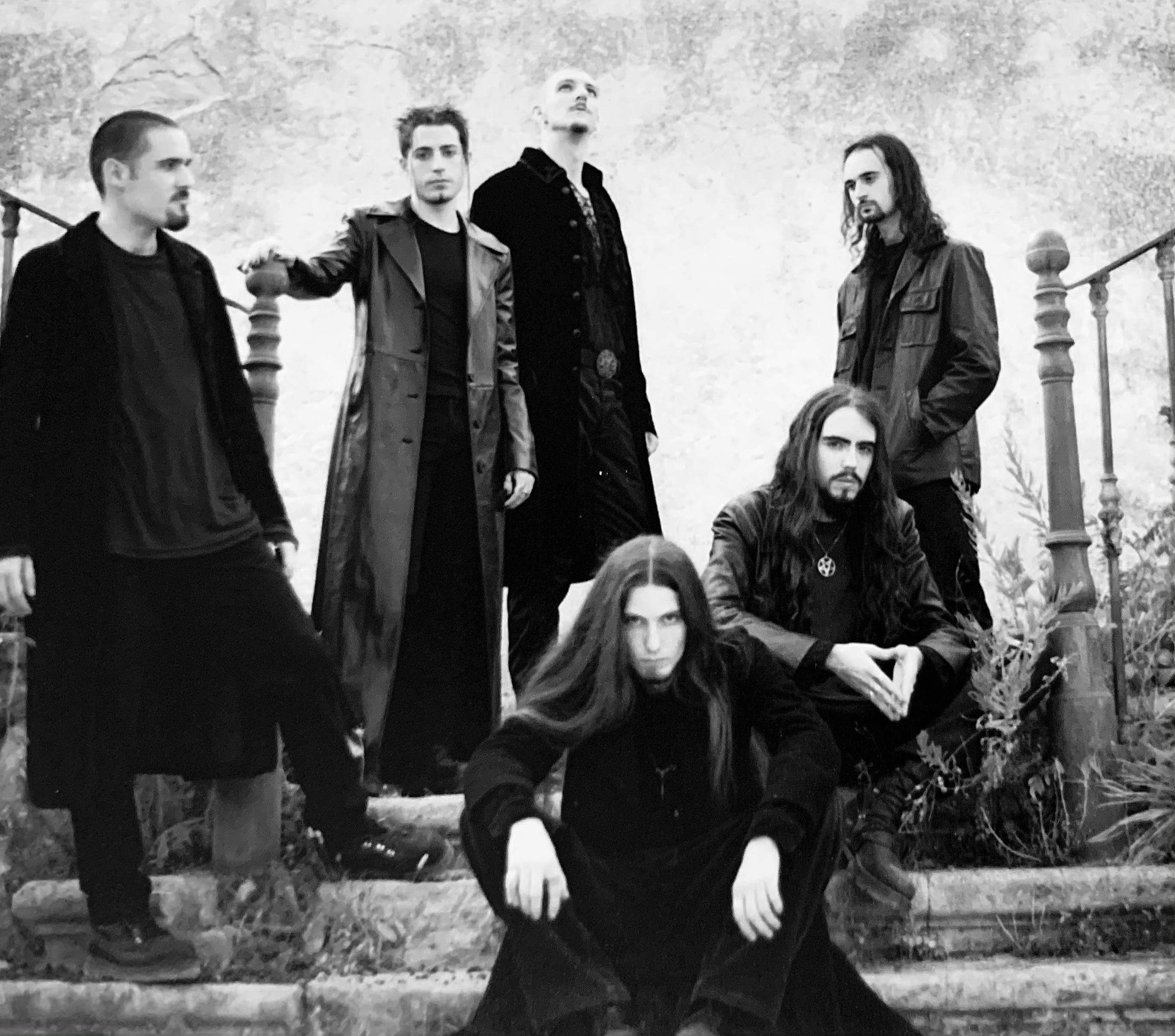
Formación Nahemah año 2000

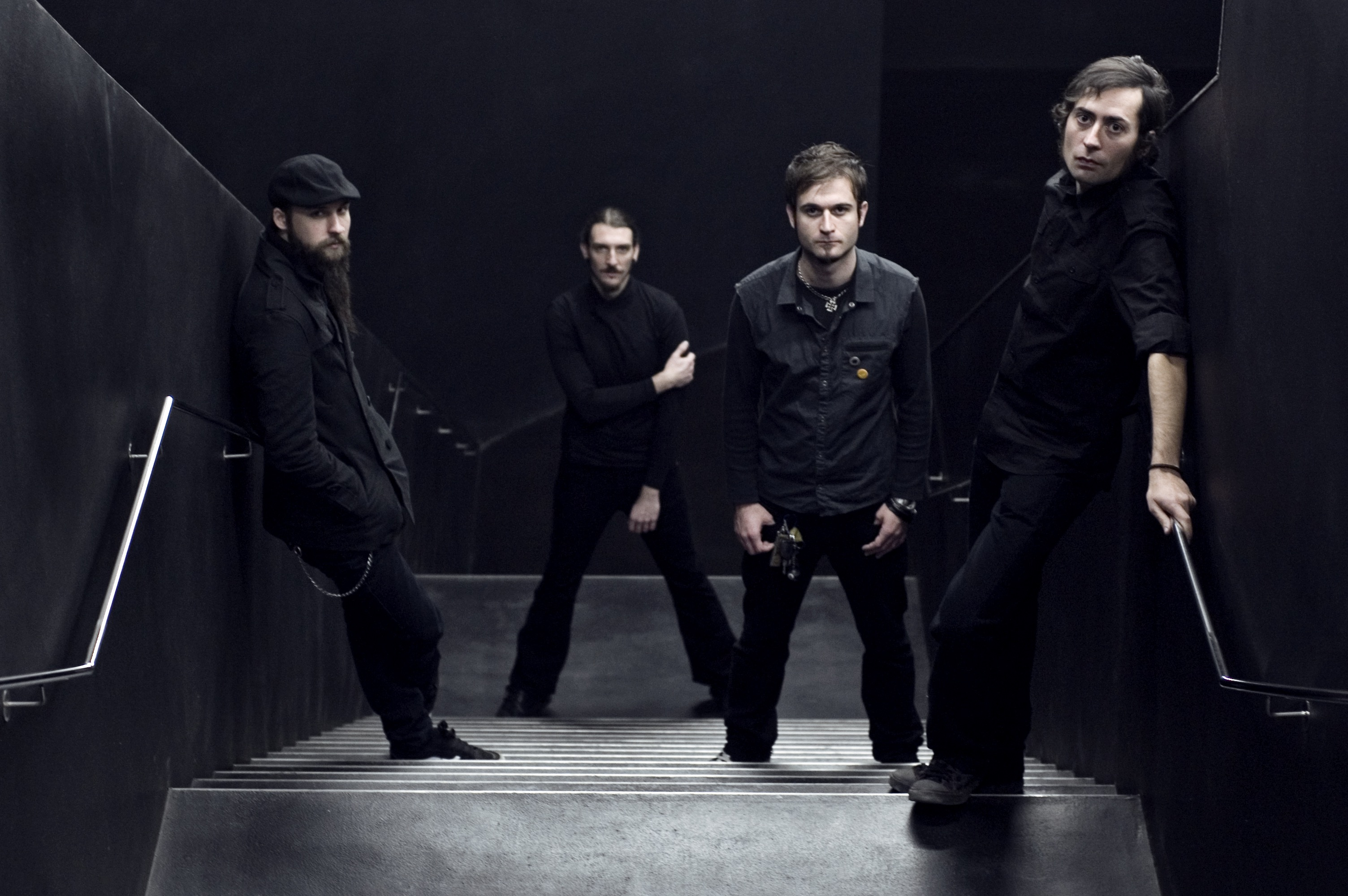
Última formación

Nahemah fue una banda española de death metal progresivo fundada en 1997 en la ciudad de Alicante por Daniel Gil, Luis Martínez y Pablo Egido. Han publicado tres álbumes de estudio y un EP.

## Historia
Nahemah se formó en 1997 en la ciudad española de Alicante, tomando su nombre de Naamá o Na’ Ammah, una representación babilónica de demonio femenino recogida por la tradición hebrea, donde es conocida como la madre de los demonios y como una de las corruptoras de los ángeles caídos, siendo a su vez compañera de Lilith y mujer de Samael. Las letras de Nahemah estaban fuertemente inspiradas en la obra de Edgar Allan Poe, John Keats o William Blake, eran oscuras, góticas y con tintes anticlericales, para más tarde evolucionar  hacía temáticas más existencialistas. Su primer trabajo, Edens in Communion, se edita de forma independiente dos años después de la formación de la banda. Ya en 2001 y con su primer contrato discográfico, Iberian Moon Records publica Chrysalis, segundo álbum del grupo. El apoyo de la crítica y del público consiguió que el sello mexicano Concreto Records reeditara este álbum y que compartieran escenario con bandas como Moonspell o Alastis. En 2003 grabaron un EP titulado The Last Human que, sin embargo, nunca vio la luz como resultado de las tensiones entre los miembros del grupo. Entre 2003 y 2006 tras la separación de la banda, Daniel Gil y Pablo Egido componen y graban su tercer álbum, The Second Philosophy, que fue publicado por Lifeforce Records en 2007 y con el que el grupo adquirió un mayor reconocimiento. Tras la marcha de Daniel Gil la banda se reagrupa con nuevos miembros, Miguel Palazón y Roberto Marco, manteniéndose de la antigua formación Pablo Egido y Paco Porcel. En esta nueva etapa realizan varias giras europeas junto a bandas como Amorphis, The Ocean o Leprous y lleva su directo a algunos festivales de calado internacional (Hellfest, Wave Gotik Treffen, etc) Su cuarto trabajo, titulado A New Constellation, salió a la venta en mayo de 2009.
En 2012, la banda comunica mediante su página web que se separan de forma definitiva.
Posteriormente, Paco Porcel y Pablo Egido unieron fuerzas con otros músicos para formar el grupo de post metal The Holeum. Desde 2018 Egido también es miembro de Shallow Waters.
En la actualidad Pablo Egido, Daniel Gil y Paco Porcel se han reunido de nuevo para formar la banda de doom metal Ikarie.

## Estilo musical
El estilo musical de Nahemah bebe, principalmente, de géneros como el black metal, death metal y doom metal, incorporando tintes de metal gótico y, en menor medida, metal sinfónico. Sus principales influencias fueron bandas como Katatonia, Emperor, Opeth, Paradise Lost, Anathema o los primeros Cradle of Filth.

## Alineación

### Final
- Pablo Egido - voz
- Paco Porcel - bajo
- Miguel Palazón - guitarra
- Roberto Marco - guitarra
- Enrique Pérez "Fabique" - batería

### Miembros pasados
- José Carlos Marhuenda - guitarra
- Luis Martínez - batería
- Daniel Gil - guitarra
- Óscar López - bajo
- Javier Fernández - teclados, sintetizador
- Helios García - batería
- José Diego - batería
- Quino Jiménez - batería
- Henry Saiz - bajo

## Discografía
- Edens in Communion (EP, 1999, independiente)
- Chrysalis (2001, Iberian Moon Records; 2003, Concreto Records)
- The Second Philosophy (2007, Lifeforce Records)
- A New Constellation (2009, Lifeforce Records)